# Wogmeer
Wogmeer – wieś w gminie Koggenland w holenderskiej prowincji Holandia Północna. Została założona w 1979. 
Wcześniej należała do gminy Obdam. Zamieszkuje ją 290 mieszkańców (2009).
Polder we wsi Wogmeer został osuszony w 1608 roku, a w 1609 rozparcelowano go pod okiem geodety z Alkmaar, Gerrita Dirksza Langedijk. Głównym finansistą projektu był Jacob Duvenvoorde (1574-1623), Lord Obdam i Hensbroek. Jeden z sześciu młynów (zwany Nieuw Leven - "Nowe Życie"), które wykorzystywano po rekultywacji, nadal stoi na zachodniej stronie grobli.